# Kerry Prendergast
Kerry Prendergast (ur. 28 marca 1953) – nowozelandzka polityk, burmistrz Wellington w latach 2001–2010. Była drugą kobietą w historii na tym stanowisku. Z zawodu pielęgniarka. Jest związana z wolontariatem.
Karierę polityczną zaczynała jako radna dzielnicy Tawa. W 1989 r. została wybrana do Wellington City Council i powtarzała sukces ten trzykrotnie. W 1995 roku została wiceburmistrzem Wellington (burmistrzem w tamtym okresie był Mark Blumsky). W wyborach parlamentarnych w 1999 roku startowała z listy Nowozelandzkiej Partii Narodowej, jednak nie uzyskała wystarczającej liczby głosów, by wejść do parlamentu. Pierwotnie miała zamiar startować w wyborach w 2002 roku, jednak Blumsky w 2001 zrezygnował z pełnienia funkcji burmistrza i zapowiedział zaprzestanie startowania w wyborach.
Była wybierana na burmistrza w latach 2001, 2004 i 2007. Poparła zmianę wyglądu flagi Nowej Zelandii. Jest odpowiedzialna za wizerunek Wellington jako "Kreatywnej Stolicy".
Jest mężatką. Ma dwie córki i syna.